# Al referendum rispondiamo NO
Al referendum rispondiamo NO è una canzone satirica sul Referendum abrogativo sul divorzio del 1974 ed una delle più note canzoni politico-satiriche italiane.

## Storia della canzone
La canzone appartiene all'album L'ultima crociata, contenente canzoni facenti propaganda al "no" al referendum abrogativo della legge sul divorzio, tenutosi il 12 e 13 maggio 1974. Essa denuncia anche con sfondo satirico gli interessi che alcuni personaggi politici celavano dietro il fronte del "sì" (cioè a favore dell'abrogazione del divorzio) ed è una testimonianza dell'elevato significato politico e culturale che era stato attribuito a quella consultazione popolare.
Come anche ne I quattro cavalieri dell'Apocalisse, altra canzone di Amodei per il "no" e anch'essa appartenente al medesimo album, vengono presi di mira Giulio Andreotti, Gabrio Lombardi, Luigi Gedda e Giorgio Almirante, ritenuti dall'autore i principali esponenti a sostegno del "sì". A tal proposito, in un'intervista successiva Amodei ha affermato di aver sbagliato bersaglio citando Andreotti al posto di Amintore Fanfani.

## Il testo
Dopo aver illustrato l'intenzione, da parte dei sostenitori del "sì", di seminare discordia tra i cittadini con un argomento divisivo come quello oggetto della consultazione ("voglion dividere i lavoratori son truffatori a cui diremo NO") e di adottare provvedimenti anacronistici per l'Italia ("voglion portarci indietro di vent'anni", "son cose vecchie, sanno un po' di muffa"), la canzone si concentra su singoli personaggi di spicco al divorzio.
In merito a Giulio Andreotti viene evocato lo scandalo dei petroli ("i petrolieri li hanno già corrotti").
Su Gabrio Lombardi, presidente del Comitato per il referendum sul divorzio, vengono sottolineati i buoni rapporti con persone dell'alta società (suo fratello Renato in quegli anni era presidente di Confindustria) nel verso "è troppo amico di chi ci ha i miliardi".
Di Luigi Gedda vengono ricordate le battaglie anticomuniste del passato ("è un vecchio amante della guerra fredda").
Inoltre, visto il sostegno del Movimento Sociale Italiano, partito di destra postfascista, al fronte del sì, la canzone riporta versi come "sono i fascisti che ce l'han proposto e ad ogni costo rispondiamo NO", "contro chi vuole farci andare a destra la via maestra è risponder NO" e  vengono anche citati il passato fascista del segretario di partito Almirante ("ieri era il boia e oggi è il mandante") e la vicinanza al MSI di alcuni terroristi italiani ("contro le bombe di Ventura e Freda su quella scheda scriveremo NO").
La canzone si conclude con un ennesimo invito a votare "no" ("basta buon senso e un poco di coraggio al 12 maggio per risponder NO").

## Influenza culturale
Come accaduto per altre canzoni come ad esempio La Badoglieide, questo brano ha avuto molti adattamenti e riproposizioni negli anni successivi alla sua composizione e in particolare, visto l'argomento trattato, in occasione di referendum. Lo stesso Fausto Amodei ha scritto un'omonima versione per sostenere il "NO" al referendum costituzionale del 2006, mentre a opera di altri autori sono i riadattamenti per il referendum costituzionale del 2016. Infine si segnala anche una versione della canzone per sostenere il no al referendum costituzionale del 2020.